# Sumberpoh
Sumberpoh is een bestuurslaag in het regentschap Probolinggo van de provincie Oost-Java, Indonesië. Sumberpoh telt 2313 inwoners (volkstelling 2010).